# Isokos

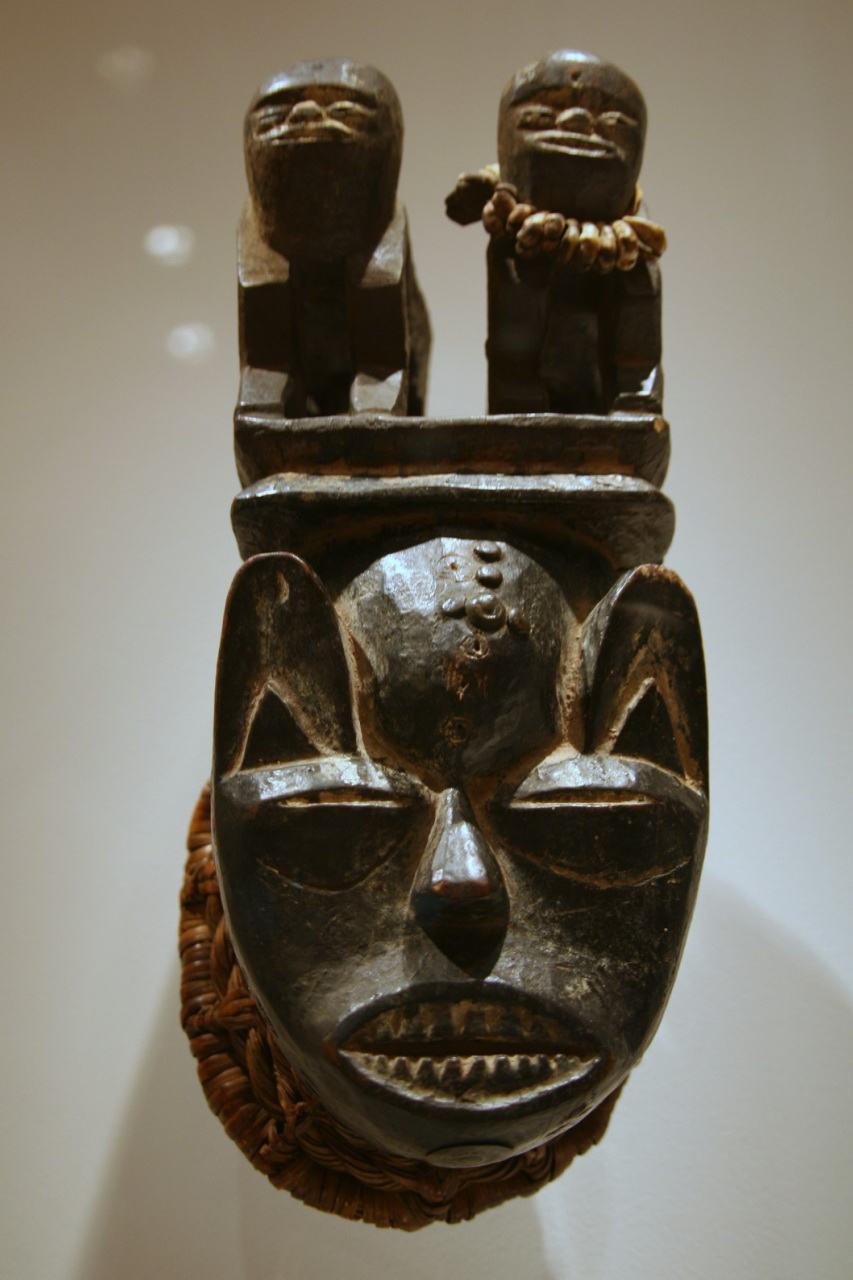
màscara Isoko

Els isokos són els membres d'un grup ètnic que viuen a la regió d'Isoko, a l'estat del Delta, al sud de Nigèria que parlen la llengua isoko.

## Isokolàndia
Isokolàndia és una de les zones més densament poblades de Nigèria, amb uns 500 habitants per quilòmetre quadrat, mentre que a l'estat del Delta n'hi ha 198 i a Nigèria, 130. La conseqüència és que hi ha poques terres agrícoles, que han minvat per l'explotació del petroli a la regió. Molts dels (estimats) més de 475.000 isokos han migrat a altres parts del país i en l'actualitat viuen a ciutats i com Ughelli, Warri, Sapele, Benin City, Ijebu Ode, i Lagos i a estats com Ondo i Kano de la mateixa manera que altres membres de grups ètnics que viuen de les zones agrícoles de Benín, Ondo i Ijebu-Ode. De totes maneres, hi ha uns 300.000 isokos que continuen vivint a l'est de l'estat del Delta i a la LGA de Sagbama, a l'estat de Bayelsa.
Warri i la seva àrea suburbana haesdevingut la capital d'Isokolàndia. La població residual està sobretot dedicada a l'agricultura i a petites empreses comercials i industrials. En aquest context, la taxa d'atur dels joves és molt alta i la qualitat de vida és baixa, per sota del nivell recomanat per l'ONU.

## Llengua
Els isokos és un dels grups ètnics minoritaris de la zona del Delta del Níger, a Nigèria que ocupa una zona de 1.200 quilòmetres quadrats i que, segons el cens de 2001 té una població de més de 750.000 habitants. S'hi parla la llengua isoko, que és una llengua similar a l'urhobo, que parlen els veïns urhobos.

## Orígens
Tot i que a nivell popular es creu que els isokos es van originar al regne de Benín, el professor Obaro Ikime creu que això no és real. Ikime manifesta que no es pot saber amb exactitud l'origen dels pobles de l'actual Nigèria. Ikime considera que la majoria dels grups isokos s'originaren al Regne de Benín, però que això és un punt de vista simplista que està basat en les recerques britàniques de la dècada de 1930.

## Religió
La majoria dels isokos són cristians. Però, tot i això, els isokos conserven moltes de les seves creences tradicionals tot i que a vegades no estan d'acord amb els principis cristians. Ọghẹnẹ és la paraula que utilitzen per a referir-se a Déu.
En la mitologia isoko, el déu suprem és Oghene. Oghene es manté distant dels afers de la humanitat (creada per ell) i no és directament adorat; no té ni temples ni sacerdots.